# Laurence Anyways e il desiderio di una donna...
Laurence Anyways e il desiderio di una donna... (Laurence Anyways) è un film del 2012 diretto da Xavier Dolan. Il film è stato presentato al festival di Cannes nella sezione Un Certain Regard e ha conquistato due premi: Suzanne Clément vince come migliore attrice e il regista Xavier Dolan vince la Queer Palm..
Il regista Xavier Dolan è stato ispirato a scrivere Laurence Anyways dopo aver sentito la storia di Luce Baillargé, nata Luc. All'epoca, Dolan non era a conoscenza del fatto che Lyse Lafontaine, co-produttore del film, fosse stata la ragazza di Baillargé e che avessero avuto un figlio, Mikaël. Baillargé è morta di infarto prima che Laurence Anyways fosse completato. Il film è dedicato a lei.

## Trama
Nel giorno del suo trentacinquesimo compleanno, l'insegnante Laurence rivela alla sua ragazza Frédérique, detta Fred, il suo desiderio di cambiare sesso. La donna, pur rimanendo sconvolta e dopo una breve separazione, accetta di rimanere al suo fianco, nonostante i timori della madre e della sorella. La loro storia d'amore riprende e Fred diventa la più grande sostenitrice di Laurence. Fred insegna a Laurence come truccarsi, le compra una parrucca e la sollecita a vestirsi in modo da esprimere la sua identità, fino al punto che Laurence si presenta in classe vestita da donna. Tutto sembra procedere bene, ma un giorno Laurence viene licenziata dall'istituto scolastico, avvenimento che porta Fred a cadere in uno stato di depressione. Dopo un'ultima sfuriata, Fred lascia Laurence e successivamente sposa un uomo, Albert, con cui ha un figlio di nome Leo.
Cinque anni più tardi Laurence che nel frattempo vive con una nuova compagna, Charlotte, è ancora profondamente innamorata di Fred. La segue regolarmente, appostandosi in auto nelle vicinanze della sua casa a Trois-Rivières. Laurence pubblica un libro di poesie e ne invia una copia a Fred, che dopo essersi riconosciuta nella pagine del libro riprende i contatti con l'antico compagno. Subito dopo essersi reincontrati, i due fuggono sull'Île au noir. Ma la passione iniziale lascia il posto al risentimento: Fred rivela a Laurence che era incinta quando le aveva rivelato la sua volontà di cambiare sesso e aveva dovuto abortire. Nel contempo Charlotte informa il marito di Fred della fuga della donna. Dopo una sfuriata di Fred, Laurence la abbandona e si stabilisce nel Vermont.
Tre anni dopo, durante un'intervista per la sua biografia, Laurence rivela di aver rivisto recentemente Fred, che nel frattempo aveva divorziato da Albert, ma aggiunge anche che il loro incontro non era andato bene. Aggiunge inoltre che, pur non avendone vissuto la giovinezza, aveva scelto di invecchiare nel corpo di una donna. La scena finale mostra le circostanze in cui Fred e Laurence si erano incontrate sul set di un film e come Laurence aveva avvicinato la ragazza.

## Distribuzione
- 18 maggio 2012 in Canada e Francia
- 18 luglio in Belgio
- 23 luglio in Polonia
- 20 settembre nei Paesi Bassi
- 21 settembre in Svezia
- 30 novembre nel Regno Unito
- 14 marzo 2013 in Germania
- 16 giugno 2016 in Italia[1]

## Premi
- Festival di Cannes 2012
  - Queer Palm
  - Miglior attrice Un Certain Regard - Suzanne Clément
- Toronto International Film Festival 2012
  - Miglior lungometraggio canadese
- Cabourg Romantic Film Festival
  - Award of the Youth
  - Golden Swann